# آن‌بیتریم

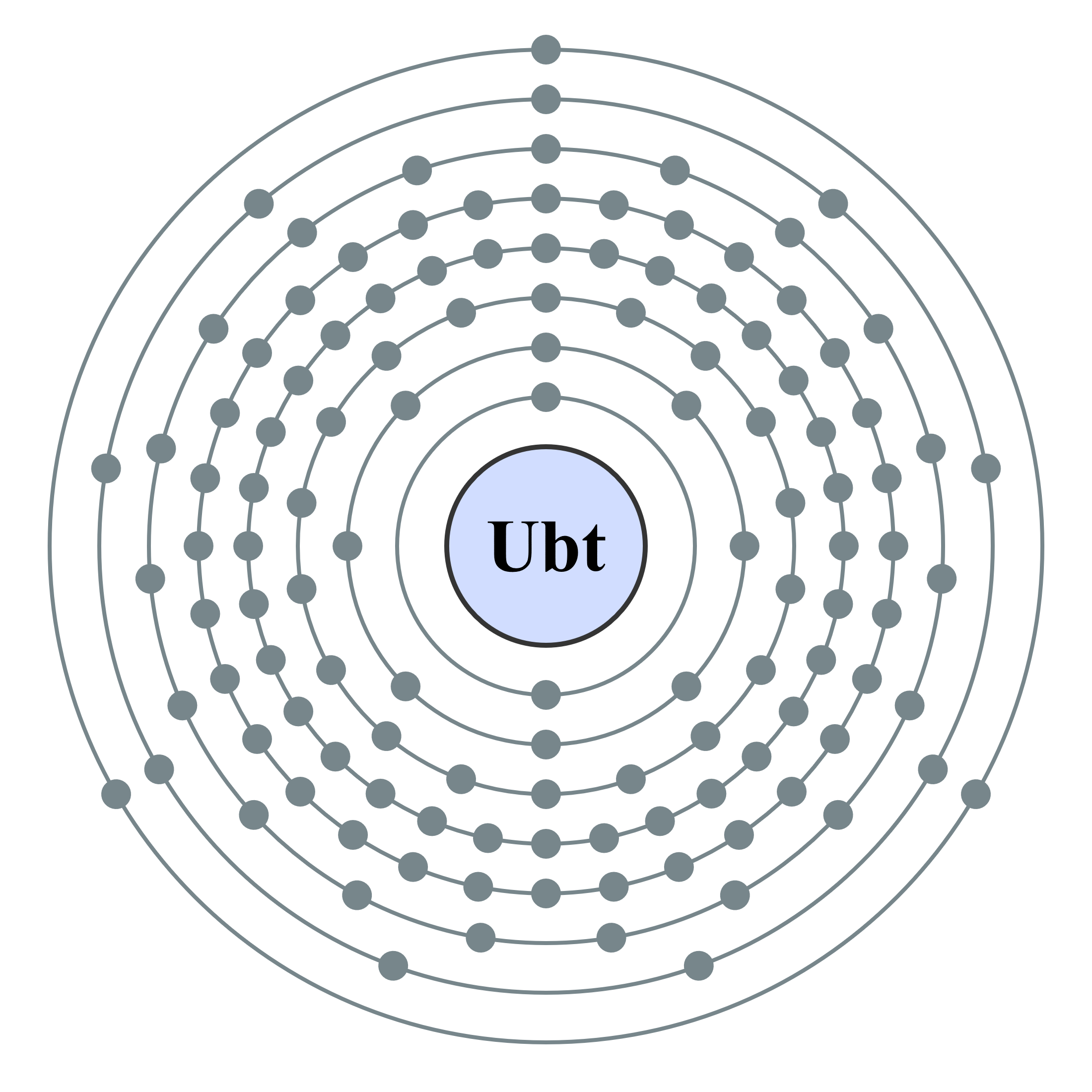
نمایی از طرح‌وساختار پیکربندی الکترون آن‌بیتریم

آن‌بیتریم که با نام اکا-پروتاکتینیم یا به‌طور کلی به عنوان عنصر ۱۲۳ نیز شناخته می‌شود، عنصر شیمیایی فرضی با نماد Ubt و عدد اتمی ۱۲۳ است. آن‌بیتریم و Ubt به ترتیب نام و نماد موقت IUPAC هستند که تا کشف عنصر مورد استفاده قرار می‌گیرند، تأیید شده و در مورد نام دائمی تصمیم‌گیری می‌شود. این عنصر دورهٔ ۸ به خانوادهٔ سوپراکتینیدها تعلق دارد و بخشی از آن خواهد بود.